# Rivals of Aether II
Rivals of Aether II, früher bekannt als Rivals 2, ist ein Kampfspiel und direkter Nachfolger zu Rivals of Aether (2017). Im Gegensatz zum Vorgänger mit 2D Grafik im Pixel Art Stil, wird es in 2.5D gespielt und verwendet 3D-Modelle für Figuren und Spielelemente. Des Weiteren wurden einige neue Spielmechaniken hinzugefügt, unter anderen die Fähigkeit, Schilde und Griffe zu verwenden, während durch Rivals of Aether bewährte Funktionen wie parieren erhalten bleiben.
Das Spiel zielt darauf ab, eine verbesserte Erfahrung für Einzelspieler zu bieten und ansprechender für weniger wettkampforientierte Spieler zu sein, während der kompetitive Aspekt erhalten bleibt. Mehrere Mechaniken wurden dem Spiel hinzugefügt, die dazu dienen, das Spielgefühl für Veteranen des Genres familiär zu gestalten. Bisher wurde das Spiel auf Microsoft Windows über Steam veröffentlicht, am 23. Oktober 2024.

## Gameplay
- Clairen
- Etalus[4] 1
- Fleet
- Forsburn
- Kragg
- La Reina 1
- Loxodont
- Maypul
- Orcane
- Ranno
- Wrastor
- Zetterburn

Rivals of Aether II fügt einige neue Mechaniken hinzu, unter anderem die Fähigkeit, einen Schild zu verwenden, um Angriffe abzuwehren, Griffe und Würfe, um Gegner zu treffen, während sie ihren Schild verwenden, und verschiedene „spezielle“ Varianten von Angriffen, die einzigartig für das Genre sind. Außerdem würden Mechaniken hinzugefügt, die es erlauben, Kanten zu greifen, während die Fähigkeiten aller Charaktere angepasst wurden, um mit den neuen Mechaniken individuell interagieren zu können. Mechaniken wie parieren bleiben vom Vorgänger erhalten.

### Charaktere
Rivals of Aether II wurde mit zehn spielbaren Charakteren veröffentlicht, darunter acht wiederkehrende aus Rivals of Aether. Zusätzlich spielbar zur Veröffentlichung waren zwei neue Charaktere: Fleet, welche zuvor als eine von vier auswählbaren Protagonisten im Spinoff Spiel Dungeons of Aether spielbar war, und Loxodont, welcher als nicht spielbarer Charakter im Vorgänger Rivals of Aether aufgetaucht ist. Im Jahr 2023 hat das Entwicklerteam Aether Studios einen Wettbewerb veranstaltet, den „Workshop Character Creation Contest“, welcher es Spielern des Vorgängers ermöglicht hat, eigene Charaktere zu entwickeln, von denen der beste Charakter zukünftig zum noch nicht veröffentlichten Nachfolger hinzugefügt werden würde; Gewinner des Wettbewerbs war eine Figur namens La Reina, welche in einer Ankündigung im Juli 2024 als eine der Neuzugänge bestätigt wurde, zur Veröffentlichung in einem noch nicht datierten Update. Aether Studios hat bestätigt, dass alle zukünftigen Charaktere dem Spiel als kostenlose DLCs hinzugefügt werden würden, und dass zukünftig alle originellen Charaktere des Vorgängers Rivals od Aether spielbar sein sollen.
Neue Charaktere sind fett markiert, DLC-Charaktere kursiv:

## Entwicklung
Während Aether Studios jährlicher „Rivals Direct“ im April 2022, eine Tradition des Studios als Aprilscherz zum 1. April, wurde der Nachfolger angekündigt unter dem Namen Rivals 2; der Name wurde im September 2024  jedoch zu Rivals of Aether II geändert, um Verwechslungen mit dem kurz vorher angekündigten Marvel Rivals zu vermeiden. Das Spiel soll mehr und verbesserte Einzelspielerinhalte beinhalten, die es neuen Spielern erlauben sollen, besser in das Spiel einzufinden. Fokus soll aber weiterhin die Spielbarkeit im Wettbewerb und E-Sports – 2025 soll das Spiel erstmals bei Evo vertreten sein.

## Marketing und Veröffentlichung
Eine Closed-Beta-Phase war ursprünglich 2023 geplant, wurde jedoch verschoben bis Anfang 2024.
Im November 2023 wurde eine Kickstarter Kampagne gestartet, mit dem Ziel, das Team mit weiteren Entwicklern zu stärken und die Veröffentlichung des Spiels im Jahr 2024 sicherzustellen. Das ursprüngliche Spendenziel von 200.000 $ wurde kurz nach Beginn der Kampagne erreicht – bis Abschluss wurden über 1,07 $ Millionen gesammelt, ein Spendenziel, durch das die Entwickler die Veröffentlichung mit 4 zusätzlichen Charakteren versprechen konnten (10 statt ursprünglich 6). Des Weiteren wurde angekündigt, dass das Team zum Ziel habe, das Spiel so vielen Plattformen wie möglich zu veröffentlichen.
Bei der IGN Live 2024 im Juni 2024 wurde angekündigt, dass Offbrand Games, ein neuer Videospiel-Publisher gegründet von YouTube/Twitch Streamern Ludwig Ahgren und Jason „Thor“ Hall of Pirate Software, die Veröffentlichung des Spiels unterstützen würden.